# M. Russell Ballard

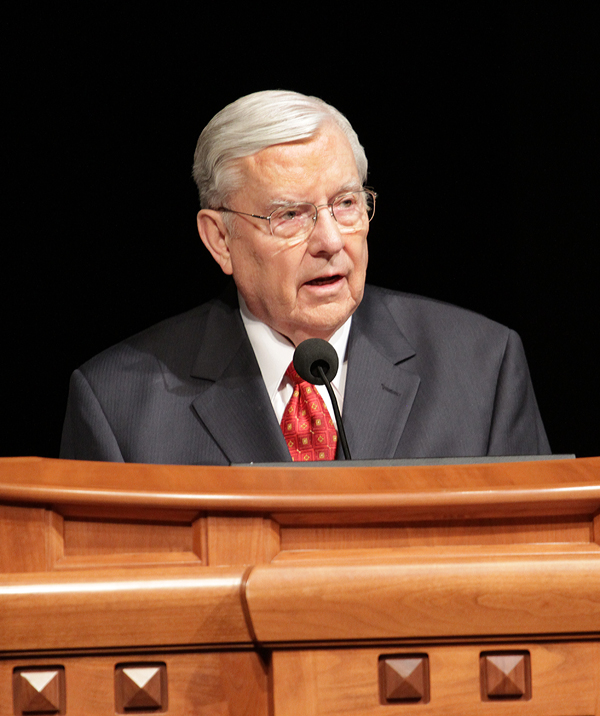
Melvin Russell Ballard Jr.

Melvin Russell Ballard Jr. (* 8. Oktober 1928 in Salt Lake City; † 12. November 2023) war ein amerikanischer Geschäftsmann und von 1985 bis 2023 Mitglied im Kollegium der Zwölf Apostel der Kirche Jesu Christi der Heiligen der Letzten Tage.

## Leben
Ballard ist ein Großenkel der Apostel Melvin J. Ballard und Hyrum M. Smith. Über Smith ist er verwandt mit Hyrum Smith, dem Bruder von Joseph Smith.
Er wurde in Salt Lake City geboren. Seine Eltern waren Melvin Russell Ballard Sr. und dessen Ehefrau Geraldine Smith. Als junger Mann war Ballard von 1948 bis 1950 Missionar der Kirche Jesu Christi der Heiligen der Letzten Tage in England. Er lernte seine Frau kennen, während er an der University of Utah studierte. Im Jahre 1974 wurde Ballard als Missionspräsident für die Kanada-Toronto-Mission berufen. Während er als Missionspräsident diente, wurde er im Jahr 1976 als einer der Siebzig berufen.
Nach dem Tod des Apostels Bruce R. McConkie wurde Ballard am 6. Oktober 1985 zum Apostel berufen. Er wurde ins Kollegium der Zwölf Apostel am 10. Oktober 1985 ordiniert. Am 12. November 2023 verstarb er im Alter von 95 Jahren.

## Geschäftsaktivitäten
Ballard war in einigen Unternehmungen involviert, unter anderen in Auto-, Immobilien- und Finanzgeschäfte. Er war der beste Verkäufer im Autogeschäft seines Vaters. Während der späten 1950er Jahre war Ballard der Verkäufer von Edsel-Autos für die Ford Motor Company in Salt Lake City. Er betete und hatte die Warnung bekommen, nicht bei diesem Geschäft mitzumachen. Er machte trotzdem mit und erwirtschaftete den größten Verlust in seiner Karriere.
Ein Höhepunkt seiner Geschäftskarriere war die Präsidentschaft der Valley Music Hall. Diese bot Unterhaltung für Familien an. Ballard bekam so Kontakt zu Berühmtheiten wie Danny Thomas und Bob Cummings, die Berater in diesem Geschäft waren. Obwohl dieses Geschäft auch ein finanzieller Verlust geworden wäre, wurde es für Ballard dennoch ein Erfolg, weil die Kirche der Heiligen der Letzten Tage das Gebäude kaufte.

## Familie
Ballard heiratete Barbara Bowen im Salt-Lake-Tempel am 8. August 1951. Sie sind Eltern von sieben Kindern. Eine ihrer Töchter heiratete Peter Huntsman, den Bruder von Jon Huntsman Jr.

## Veröffentlichungen
- M. Russell Ballard: Daughters of God. Deseret Book Company, 2009, ISBN 978-1-60641-043-1.
- M. Russell Ballard: As Women of God. Deseret Book Company, 2002, ISBN 1-57008-832-2.
- M. Russell Ballard: Staying the Course: Ten Keys to Gospel Commitment. Deseret Book Company, 2001, ISBN 1-57345-813-9.
- M. Russell Ballard: When Thou Art Converted: Continuing the Search for Happiness. Deseret Book Company, 2001, ISBN 1-57345-813-9.
- M. Russell Ballard: The law of sacrifice and What came from Kirtland. Deseret Book Company, 1998, ISBN 1-57345-403-6.
- M. Russell Ballard: Counseling with Our Councils: Learning to Minister Together in the Church and in the Family. Deseret Book Company, 1997, ISBN 1-57345-209-2.
- M. Russell Ballard: Our Search for Happiness: An Invitation to Understand the Church of Jesus Christ of Latter-day Saints. Deseret Book Company, 1993, ISBN 0-87579-804-7.
- M. Russell Ballard: Suicide: Some Things We Know, and Some We Do Not. Deseret Book Company, 1993, ISBN 0-87579-766-0.